# Feudo di Castellano e Castelnuovo
Il Feudo di Castellano e Castelnuovo costituì un'antica giurisdizione feudale del Principato vescovile di Trento legata alle vicissitudini delle nobili famiglie dei Da Beseno, dei Castelnuovo, dei Castelbarco prima e dei conti Lodron poi. Il feudo  occupava una zona della "Destra Adige" della Vallagarina, in Trentino-Alto Adige e fu governato dai conti Lodron del ramo lagarino o di Castellano-Castelnuovo dal 1456, anno in cui lo strapparono con la forza alla nobile famiglia dei Castelbarco, al 1842 quando rinunciarono alla giurisdizione. 
All'estinzione del ramo di Castellano (1615), subentrarono nella guida del feudo i signori di Castelnuovo, che si estinsero nel 1703. Il feudo fu poi retto dai Lodron del ramo di Castel Lodron fino alla conquista napoleonica nel 1802 e, dopo il Congresso di Vienna, dai Lodron di Himmelberg.

## Il territorio
- Il Feudo di Castellano comprendeva i paesi di Castellano con la Valle di Cei, Villa Lagarina, Pederzano, Cimone e parte di altri paesi. La sede amministrativa era nel castello di Castellano poi, nel Cinquecento, fu trasferita a Villa Lagarina e, nel Seicento, a Nogaredo nel palazzo Lodron.

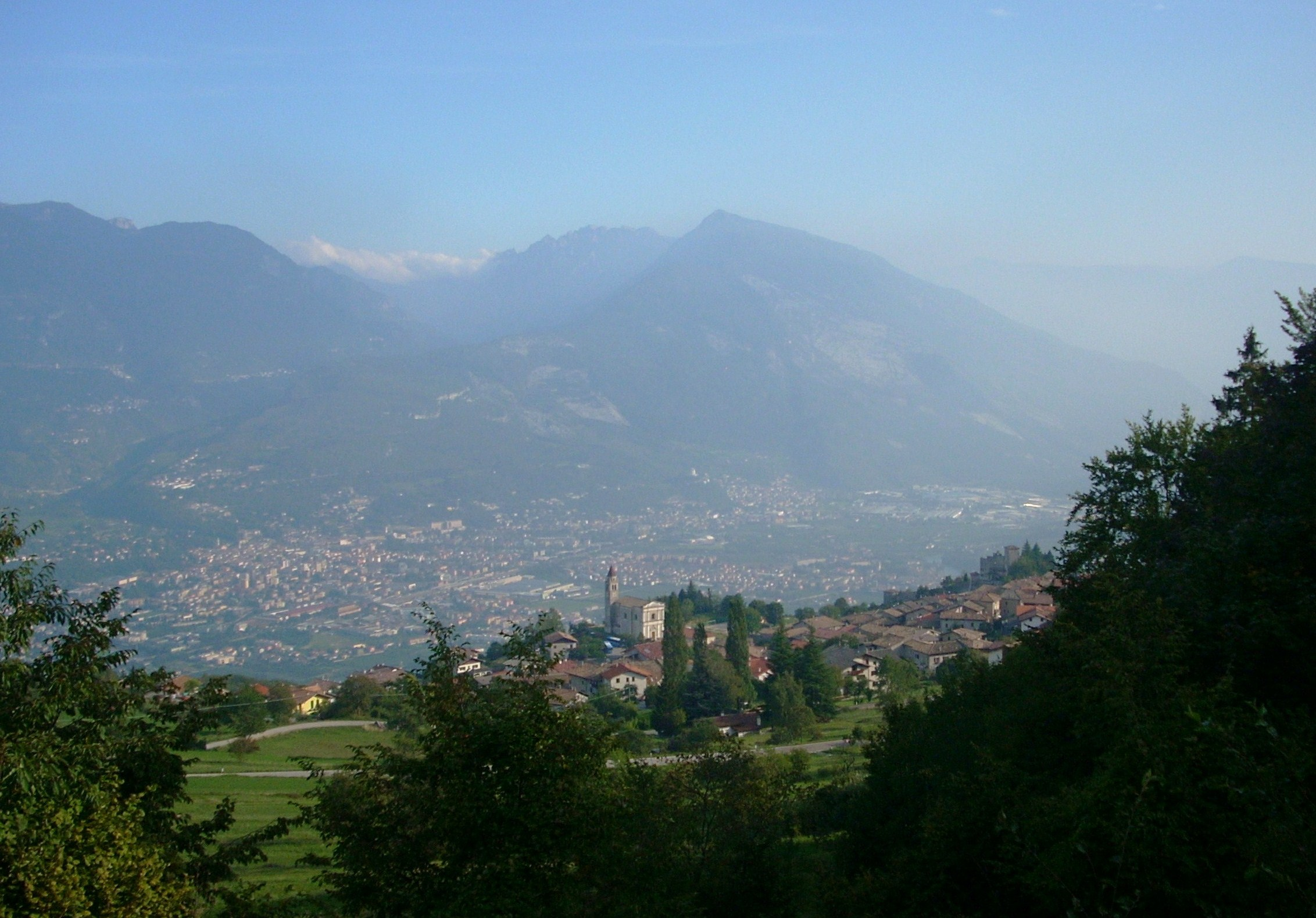
Castellano oggi
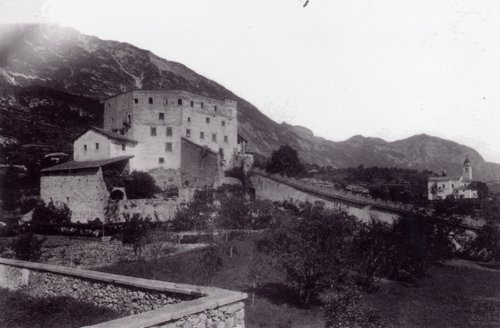
Il Castello di Castellano nei primi del Novecento

- Il Feudo di Castelnuovo comprendeva Noarna, Sasso, Nogaredo e Brancolino. La sede amministrativa era a Noarna nel castello e poi, nel Seicento, a Nogaredo nel palazzo Lodron.

## I signori del feudo
- I Da Beseno dal 1162 al 1234.
- I Castelnuovo dal 1234 al 1266.
- I Castelbarco dal 1266, con Guglielmo da Castelbarco, al 1456.
- I Lodron, che lo presero con la forza nel 1456 e lo vendettero nel 1924.

## Milizia
La difesa delle giurisdizione era affidata ai cosiddetti bersaglieri tirolesi (meglio noti come Tiroler Schützen), milizia locale che in caso di bisogno veniva chiamata alle armi. L'armeria si trovava entro le mura del Castello di Castellano. La milizia di Castellano erano i cosiddetti bersaglieri tirolesi o Scizzeri. Uno dei più celebri comandanti della compagnia fu Antonio Nicolò Curti di Castellano.   

## Storia
Il feudo di Castellano-Castelnuovo si formò nel 1456, con la cacciata dei signori di Castelbarco dal castello di Castellano e da Castel Noarna, da parte di Giorgio Lodron e del fratello Pietro, sobillati da Giorgio Hack von Themeswald, vescovo di Trento. Con Pietro Lodron nacque il ramo dei Lodron detti di Castellano e Castelnuovo, che resse il feudo fino al 1703. Successore di Pietro, e primo Lodron a risiedere stabilmente in Vallagarina, fu Paride.
Paride divise, tra i suoi 13 figli (di cui 6 maschi), i feudi di Castellano-Castelnuovo: a Nicolò Maria Lodron e Giovanni Francesco spettò Castelnuovo, Andrea Lodron con Agostino Lodron spettò Castellano. Gli altri 2 figli furono Antonio, forse già morto al momento della divisione, ed Alessandro Lodron, prete a Pomarolo, che ebbe un figlio illegittimo, Rinaldo, da cui discendono i Rinaldi di Pomarolo. Morti Andrea e Giovanni Francesco senza figli (legittimi) ereditano: i figli di Agostino il Castello di Castellano e quelli di Nicolò Castelnuovo.
Nel 1532 divenne signore di Castelnuovo Nicolò Maria Lodron, con la moglie Beatrice, figlia del celebre condottiero Francesco V di Castelalto. 
Nel 1534 Agostino divenne signore di Castellano, con la moglie Maddalena Bagarotta Lodron.
Castellano fu retto da Felice Lodron (1537-1584) l'altro fratello Agostino II Lodron (1540-1570) era morto giovane. Nel 1584, morto Felice ed anche i suoi figli in giovane età Castellano passò al fratello don Antonio. Nel 1615, con la morte dell'ultimo figlio di Agostino, don Antonio Lodron di Castellano, il feudo di Castellano venne nuovamente unito a quello di Castelnuovo da Nicolò Lodron.
Il figlio di Nicolò, Paride Lodron, arcivescovo di Salisburgo, unì al feudo di Castellano-Castelnuovo anche quello di Castel Romano e istituì il "maggiorasco della primogenitura Lodron", assegnando i due feudi a suo fratello Cristoforo, e disponendo che successivamente sarebbe passato in eredità al primogenito di questi, Francesco Nicolò Lodron.
Nel 1653 istituì la "secondogenitura lodroniana" per il secondo figlio del fratello Cristoforo, Paride Lodron.

### La fine del potere dei Lodron
Nel 1703 il ramo dei Lodron che aveva in possesso il feudo di Castellano-Castelnuovo si estinse: l'unica erede di Paride Lodron era infatti la figlia, Caterina Lodron, sposata con il conte Giovanelli, che, per disposizioni testamentarie del prozio Paride Lodron poté ereditare solo i beni allodiali dei Lodron (pochi terreni e qualche residenza nel feudo di Castellano). I feudi di Castellano-Castelnuovo e di Castel Romano furono accorpati nella contea di Lodrone in possesso dei Lodron della linea di Castel Lodron, discendenti di Giorgio Lodron.
Nel 1802, durante il regno d'Italia napoleonico il principato e le giurisdizioni patrimoniali trentine vennero abolite e il territorio venne annesso alla giudicatura di pace di Rovereto. Il "giudizio patrimoniale" dei Lodron venne ripristinato nel 1817 dopo il Congresso di Vienna, con sede a Nogaredo. Il Feudo passò nelle mani dei Lodron di Himmelberg in Carinzia.
Nel 1842, dopo sei secoli d'incontrastato dominio, i Lodron di Himmelberg rinunciano definitivamente alla loro giurisdizione a favore della subentrata amministrazione austriaca pur conservando le libere proprietà, poi alienate principalmente nel corso del Novecento. In seguito alla rinuncia dei Lodron, venne istituito nell'ambito dell'Impero austro-ungarico un "giudizio distrettuale governativo", che comprendeva anche Nomi e Isera. 
Nel 1924 i discendenti dei Lodron di Himmelberg vendettero per 12.300 lire ciò che restava del vecchio maniero di Castellano, in parte sopravvissuto alla Grande Guerra. 
Il comune di Castellano fu accorpato nel 1929 al comune di Villa Lagarina, nel quale vi si trova tuttora.

## Cartografie dei due feudi
Sulle cartografie antiche sono sempre indicati il Feudo di Castellano ed il Feudo di Castelnuovo. Sulle cartografie a scala ridotta è più spesso indicato il solo Feudo di Castelnuovo, forse più importante. Mentre a fine Settecento appare una cartografia dove i territori del Feudo di Castellano e del Feudo di Castelnuovo ed altri territori, allora amministrati a Nogaredo, sono indicati con il solo nome del Feudo di Castellano. 